# Clamp no kiseki
Clamp no Kiseki (Clampノキセキ) – seria wydana z okazji 15. rocznicy powstania zespołu Clamp. Została ona opublikowana w Ameryce przez Tokyopop. W Japonii wydano wszystkie dwanaście tomików, natomiast w Ameryka  wydawnictwo Tokyopop wydało sześć tomów. Każdy tomik jest wielokolorowy i zawiera 32 strony zawierające skrótowe przedstawienie i zapoznanie z zespołem Clamp oraz z ich przyjaciółmi, pracą twórczą i ekskluzywnymi krótkimi dodatkami. Dodatkowo każdy nakład ukazuje się wraz z trzema specjalnymi figurkami szachowymi przedstawiającymi postacie z różnych serii Clamp.

## Tomy
| #  | Przedstawiona seria                                                          | Postać na okładce | Figurka szachowa |
| -- | ---------------------------------------------------------------------------- | --- | --- |
| 1  | Cardcaptor Sakura                                                            | Sakura Kinomoto (Cardcaptor Sakura) Tomoyo Daidouji (Cardcaptor Sakura) | Królowa Sakura Kinomoto (Cardcaptor Sakura) Pionek Mokona-Modoki (Tsubasa Reservoir Chronicle) Pionek Mokona-Modoki (×××HOLiC)                                                        |
| 2  | Cardcaptor Sakura Clover Suki. Dakara suki                                   | Suu (Clover) Lan (Clover) | Królowa Tomoyo Daidouji (Cardcaptor Sakura) Goniec Kimihiro Watanuki (×××HOLiC) Pionek Mokona-Modoki (Tsubasa Reservoir Chronicle)                                                    |
| 3  | Tōkyō Babylon                                                                | Subaru Sumeragi (Tōkyō Babylon) Hokuto Sumeragi (Tōkyō Babylon) | Goniec Subaru Sumeragi (Tōkyō Babylon) Pionek Mokona-Modoki (Tsubasa Reservoir Chronicle) Pionek Mokona-Modoki (×××HOLiC)                                                             |
| 4  | Magic Knight Rayearth Angelic Layer                                          | Hikaru Shidou (Magic Knight Rayearth) Misaki Suzuhara (Angelic Layer) | Skoczek Misaki Suzuhara (Angelic Layer) Goniec Seishiro Sakurazuka (Tōkyō Babylon) Pionek Mokona-Modoki (×××HOLiC)                                                                    |
| 5  | Clamp School Detectives Duklyon: Clamp School Defenders 20 mensō ni onegai!! | Nokoru Imonoyama (Clamp School Detectives, Duklyon: Clamp School Defenders) Suoh Takamura (Clamp School Detectives, Duklyon: Clamp School Defenders) Akira Ijyuin (Clamp School Detectives, Duklyon: Clamp School Defenders, 20 mensō ni onegai!!) | Skoczek Suu (Clover) Skoczek Nokoru Imonoyama (Clamp School Detectives, (Clamp School Detectives, Duklyon: Clamp School Defenders) Pionek Mokona-Modoki (Tsubasa Reservoir Chronicle) |
| 6  | RG Veda                                                                      | Ashura (RG Veda) Dark Ashura (RG Veda) | Skoczek Hikaru Shidou (Magic Knight Rayearth) Skoczek Ashura (RG Veda) Pionek Mokona-Modoki (×××HOLiC)                                                                                |
| 7  | Chobits Wish Suki. Dakara suki                                               | Kohaku (Wish) Chi (Chobits) | Skoczek Chii (Chobits) Skoczek Akira Ijyuin (Clamp School Detectives, Duklyon: Clamp School Defenders, 20 mensō ni onegai!!) Pionek Mokona-Modoki (Tsubasa Reservoir Chronicle)       |
| 8  | X/1999                                                                       | Kamui Shirou (X/1999) Fuuma Monou (X/1999) | Król Kamui Shirou (X/1999) Pionek Mokona-Modoki (Tsubasa Reservoir Chronicle) Pionek Mokona-Modoki (×××HOLiC)                                                                         |
| 9  | X/1999 Miyuki-chan in Wonderland Shirahime-Syo                               | Miyuki (Miyuki-chan in Wonderland) Seishirou Sakurazuka (Tōkyō Babylon, X/1999) | Król Fuuma Monou (X/1999) Goniec Miyuki (Miyuki-chan in Wonderland) Pionek Mokona-Modoki (×××HOLiC)                                                                                   |
| 10 | ×××HOLiC Legal Drug                                                          | Yuuko Ichihara (×××HOLiC) Kimihiro Watanuki (×××HOLiC) | Goniec Fay (Tsubasa Reservoir Chronicle) Królowa Yuuko Ichihara (×××HOLiC) Pionek Mokona-Modoki (Tsubasa Reservoir Chronicle)                                                         |
| 11 | Tsubasa Reservoir Chronicle The Legend of Chun Hyang                         | Kurogane (Tsubasa Reservoir Chronicle) Fay D. Flowright (Tsubasa Reservoir Chronicle) | Goniec Kohaku (Wish) Skoczek Kurogane (Tsubasa Reservoir Chronicle) Pionek Mokona-Modoki (×××HOLiC)                                                                                   |
| 12 | Tsubasa Reservoir Chronicle, Kobato.                                         | Syaoran (Tsubasa Reservoir Chronicle) Kobato Hanato (Kobato.) | Król Syaoran (Tsubasa Reservoir Chronicle) Pionek Mokona-Modoki (Tsubasa Reservoir Chronicle) Pionek Mokona-Modoki (×××HOLiC)                                                         |